# Trichophthalma punctata
Trichophthalma punctata är en tvåvingeart som först beskrevs av Macquart 1846.  Trichophthalma punctata ingår i släktet Trichophthalma och familjen Nemestrinidae. Inga underarter finns listade i Catalogue of Life.